# František Volf
František Volf (1. prosince 1897 Třeboň – 3. července 1983 České Budějovice) byl český národopisec, malíř, spisovatel a pedagog. Byl mj. spoluautorem Českého roku v pohádkách, písních, hrách a tancích, říkadlech a hádankách (s Karlem Plickou a Karlem Svolinským).

## Život
Po maturitě v roce 1917 byl krátce pomocným učitelem v Branné u Třeboně. V roce 1918 na něj zapůsobil Karel Kálal myšlenkou obrody slovenského národa tak silně, že pak František Volf v letech 1919–1938 žil a působil na Slovensku. Zde studoval na Univerzitě Komenského v Bratislavě a pracoval jako učitel. Zároveň se zabýval také sběratelskou a etnografickou činností, zprvu na slovenském venkově, později i v Čechách a na Moravě.
V roce 1924 se František Volf spřátelil s Karlem Plickou a společně začali připravovat materiál pro vydání lidových písní, poezie i prózy. Roku 1938 se František Volf trvale usídlil v Praze, kde se setkal s malířem, grafikem a ilustrátorem Jiřím Jelínkem. Díky němu se začal od roku 1942 věnovat i výtvarné činnosti: nejprve figurálnímu malířství a kresbě, později krajinářství.
Byl autorem či spoluautorem řady knih především s národopisnou tematikou, zúčastnil se řady výstav kolektivních i autorských. V roce 1966 založil Malou lásenickou galerii.
V roce 1977 mu byl udělen titul Zasloužilý umělec. Konec života prožil opět v rodné Třeboni.

## Dílo

### Knihy
- Zo starej mošovskej školy (s Josefem Pospíšilem,[5] 1925)
- Janko Hraško na cestách svetom (s Josefem Pospíšilem, 1927)
- Čo nám treba vedeť prv, než dáme deťom čítať knihy (1936)
- Český rok v pohádkách, písních, hrách a tancích, říkadlech a hádankách – Jaro (s Karlem Plickou a Karlem Svolinským, 1944)
- Český rok v pohádkách, písních, hrách a tancích, říkadlech a hádankách – Léto (s Karlem Plickou a Karlem Svolinským, 1950)
- Z mého domova (1951)
- Český rok v pohádkách, písních, hrách a tancích, říkadlech a hádankách – Podzim (s Karlem Plickou a Karlem Svolinským, 1954)
- Cestička do školy (Volf, Plicka, 1955)
- Starý český kalendář (1959)
- Český rok v pohádkách, písních, hrách a tancích, říkadlech a hádankách – Zima (s Karlem Plickou a Karlem Svolinským, 1960)
- Doma. Výbor z lidové poezie a prózy (1962)
- Kytice balad: z lidové epiky československé (1965)
- U maminky (1970)
- Turecká vojna (1972)
- Veselá kopa (1987)

### Autorské výstavy
- Lidové umění očima malíře: Salon Výtvarné dílo – S. V. Purkyně, 1952
- Akvarely a kresby: Výstavní síň Českého fondu výtvarných umění – Purkyně, Praha 1957
- Galerie bratří Čapků, Praha 1970
- Galerie Václava Špály, Praha 1972
- Kresby, pastely: Galerie bratří Čapků, Praha 1975
- Obrazy, kresby: Galerie Zlatá lilie, Praha 1977
- Výběr z malířského díla: Výstavní síň města Mostu, Most 1978
- Obrazy, kresby: Galerie Václava Špály, Praha 1978
- Obrazy, kresby: Zámek Staré Hrady, Libáň 1979
- Městské kulturní středisko, Třeboň 1980
- Obrazy z let 1967–1982 a kreseb a grafiky z let 1938–1982: Muzeum středního Pootaví, Strakonice 1982; Galerie Václava Špály, Praha 1982; Osvětová beseda, Třeboň 1982
- Městské kulturní středisko, Třeboň 1987